# Вирово
Вирово је насеље у Србији у општини Ариље у Златиборском округу. Према попису из 2022. било је 503 становника.

## Демографија
У насељу Вирово живи 475 пунолетних становника, а просечна старост становништва износи 41,7 година (40,7 код мушкараца и 42,7 код жена). У насељу има 182 домаћинства, а просечан број чланова по домаћинству је 3,22.
Ово насеље је скоро у потпуности насељено Србима (према попису из 2002. године), а у последња три пописа, примећен је пад у броју становника.
|  |

| Демографија | Демографија | Демографија |
| Година      | Становника  | Становника  |
| ----------- | ----------- | ----------- |
| 1948.       | 840         |             |
| 1953.       | 840         |             |
| 1961.       | 774         |             |
| 1971.       | 690         |             |
| 1981.       | 679         |             |
| 1991.       | 615         | 600         |
| 2002.       | 586         | 595         |

| Етнички састав према попису из 2002.‍ | Етнички састав према попису из 2002.‍ | Етнички састав према попису из 2002.‍ | Етнички састав према попису из 2002.‍ | Етнички састав према попису из 2002.‍ |
| ------------------------------------ | ------------------------------------ | ------------------------------------ | ------------------------------------ | ------------------------------------ |
|                                      |                                      |                                      |                                      |                                      |
| Срби                                 | Срби                                 |                                      | 584                                  | 99,65%                               |
| Хрвати                               | Хрвати                               |                                      | 1                                    | 0,17%                                |
| Македонци                            | Македонци                            |                                      | 1                                    | 0,17%                                |
| непознато                            | непознато                            |                                      | 0                                    | 0,0%                                 |

| Година пописа     | 1948. | 1953. | 1961. | 1971. | 1981. | 1991. | 2002. |
| ----------------- | ----- | ----- | ----- | ----- | ----- | ----- | ----- |
| Број домаћинстава | 160   | 167   | 183   | 177   | 175   | 166   | 182   |

| Број чланова      | 1  | 2  | 3  | 4  | 5  | 6  | 7 | 8 | 9 | 10 и више | Просек |
| ----------------- | -- | -- | -- | -- | -- | -- | - | - | - | --------- | ------ |
| Број домаћинстава | 36 | 38 | 32 | 34 | 23 | 10 | 7 | 1 | 0 | 1         | 3,22   |

| Пол    | Укупно | Неожењен/Неудата | Ожењен/Удата | Удовац/Удовица | Разведен/Разведена | Непознато |
| ------ | ------ | ---------------- | ------------ | -------------- | ------------------ | --------- |
| Мушки  | 247    | 72               | 161          | 11             | 2                  | 1         |
| Женски | 252    | 40               | 162          | 46             | 3                  | 1         |
| УКУПНО | 499    | 112              | 323          | 57             | 5                  | 2         |

| Пол    | Укупно                    | Пољопривреда, лов и шумарство | Рибарство                            | Вађење руде и камена | Прерађивачка индустрија       |
| ------ | ------------------------- | ----------------------------- | ------------------------------------ | -------------------- | ----------------------------- |
| Мушки  | 155                       | 81                            | 0                                    | 0                    | 48                            |
| Женски | 112                       | 53                            | 0                                    | 0                    | 38                            |
| УКУПНО | 267                       | 134                           | 0                                    | 0                    | 86                            |
| Пол    | Производња и снабдевање   | Грађевинарство                | Трговина                             | Хотели и ресторани   | Саобраћај, складиштење и везе |
| Мушки  | 2                         | 9                             | 3                                    | 0                    | 3                             |
| Женски | 0                         | 1                             | 9                                    | 0                    | 0                             |
| УКУПНО | 2                         | 10                            | 12                                   | 0                    | 3                             |
| Пол    | Финансијско посредовање   | Некретнине                    | Државна управа и одбрана             | Образовање           | Здравствени и социјални рад   |
| Мушки  | 0                         | 4                             | 0                                    | 4                    | 1                             |
| Женски | 0                         | 1                             | 1                                    | 4                    | 2                             |
| УКУПНО | 0                         | 5                             | 1                                    | 8                    | 3                             |
| Пол    | Остале услужне активности | Приватна домаћинства          | Екстериторијалне организације и тела | Непознато            | Непознато                     |
| Мушки  | 0                         | 0                             | 0                                    | 0                    | 0                             |
| Женски | 2                         | 0                             | 0                                    | 1                    | 1                             |
| УКУПНО | 2                         | 0                             | 0                                    | 1                    | 1                             |